# Jakob Barth
Pour les articles homonymes, voir Barth (homonymie).
Jakob Barth (parfois Jacob Barth) (3 mars 1851, Flehingen, royaume de Wurtemberg –1914, Berlin, royaume de Prusse) est un enseignant au Séminaire rabbinique Hildesheimer de Berlin, à partir de 1874 et un professeur de philologie sémitique à l'université de Berlin, à partir de 1880. Il est le gendre du fondateur du séminaire, le rabbin Azriel Hildesheimer.

## Biographie
Jakob Barth est né le 3 mars 1851 à Flehingen, royaume de Wurtemberg,.
Il est le fils de Lazarus (Eliezer) Barth et de Mirjam Barth. Il fait partie d'une famille de 8 enfants dont  Löb Barth, Häudle Barth, Gimmele Barth, Liebmann Barth et Wolf Benjamin Barth. De plus, il a un demi-frère:   Louis Barth.
Il est le gendre du rabbin Azriel Hildesheimer.

## Études
Parmi ses maîtres en Talmud figure son futur beau-père, le rabbin Azriel Hildesheimer.
Il étudie la philologie sémitique à l'université de Berlin et à l'université de Leipzig (avec le professeur H.L. Fleischer) et à l'université de Strasbourg (avec le professweur Th. Noeldeke).

## Enseignement
Il enseigne l'hébreu, l'exégèse biblique et la philosophie juive au Séminaire rabbinique Hildesheimer de Berlin, à partir de 1874 jusqu'à sa mort en 1914.
Il devient chargé d'enseignement en philologie sémitique à l'université de Berlin, en 1876, et devient professeur associé en 1980. 
Étant Juif, il ne peut devenir professeur à plein temps, mais il reçoit le titre de Geheimer Regierungsrat.
Il est un des plus importants linguistes de son temps. Deux de ses ouvrages demeurent des ouvrages de référence:  Die Nominalbildung in den semitischen Sprachen (1894), et Die Pronominalbildung in den semitischen Sprachen (1918).

## Orthodoxie
Jakob Barth est un Juif orthodoxe. Il est membre de la communauté Adass Yisroel de Berlin mais il est considéré comme non orthodoxe par la communauté orthodoxe de Francfort-sur-le-Main, pour sa position sur le Livre d'Isaïe, qui selon lui, aurait deux auteurs et que Livre des Psaumes aurait été écrits après l'Exil.

## Famille
Jakob Barth a 6 enfants: 2 filles et 4 fils, dont le plus jeune est Arnold (plus tard Aaron) Barth, manager général de la Bank Leumi à Tel Aviv (il immigre en Palestine mandataire en 1933 et meurt en 1957).

## Œuvres
- (de) Die Nominalbildung in Den Semitischen Sprachen
- (de) Wurzeluntersuchungen Zum Hebraischen Und Aramaischen Lexicon
- (de) Beiträge zur Erklärung des Jesaia. Reuther, 1885[5],[6]